# Sirenavus
Sirenavus hungaricus è una specie estinta di Sirenio vissuta nel medio Eocene, come dice il nome stesso, in Ungheria, allora sponda nord del mare della Tetide.
L'animale è stato classificato da Miklós Kretzoi nel 1941 sulla base di un fossile di una volta craniale frammentata, di una mandibola anch'essa frammentata e della metà posteriore del terzo molare. Sulla base di questi pochi resti fossili, la specie è considerata affine all'Anisotherium pannonica classificata da Kordos nel 1979.